# Carlo Cosolo
Carlo Cosolo (Roma, 21 aprile 1956) è un doppiatore, direttore del doppiaggio, dialoghista e attore italiano.

## Carriera
Intraprende la carriera d'attore a 16 anni, lavorando con diverse compagnie teatrali, per poi frequentare l'Accademia nazionale d'arte drammatica, ritrovandosi successivamente a recitare con Aroldo Tieri, Paolo Stoppa e Giancarlo Sbragia. Dagli anni ottanta fino alla fine dei novanta è attivo principalmente come doppiatore, ma partecipa comunque come attore a varie produzioni televisive e a due pellicole per il cinema. Dalla fine degli anni novanta si dedica per lo più alla direzione del doppiaggio e all'adattamento dei dialoghi.
Come doppiatore ha prestato voce, fra gli altri, a Oliver Platt nei film I tre moschettieri, Pronti alla rissa, Liberty Stands Still, Hope Springs, Schegge di April e Casanova, a Benedict Wong nel ruolo di Wong nel Marvel Cinematic Universe e al pappagallo del pirata Cotton (David Bailie), doppiato in lingua originale da Cristopher S. Pratt, nella saga dei Pirati dei Caraibi.
Ha diretto il doppiaggio e adattato in lingua italiana i film  della saga Pirati dei Caraibi e i film della saga di Guerre stellari dal 2015. In aggiunta la saga Transformers, i primi quattro capitoli della saga Jason Bourne, Animali fantastici e dove trovarli, Animali fantastici - I crimini di Grindelwald, Billy Elliot, Guida galattica per autostoppisti, King Kong, Godzilla, Mission: Impossible - Rogue Nation, Mission: Impossible - Fallout, Mission: Impossible - Dead Reckoning, Mission: Impossible - The Final Reckoning, Warcraft - L'inizio, Inferno e C'era una volta a... Hollywood. Come film d'animazione, si è occupato di Bee Movie, Star Wars: The Clone Wars e WALL•E. Come serie animate, Buzz Lightyear da Comando Stellare, Star Wars Rebels, Star Wars: Forces of Destiny e Star Wars Resistance.
Ha collaborato anche alla traduzione di E un'altra cosa... di Eoin Colfer.
È sposato con l'assistente di doppiaggio Andreina D'Andreis e ha due figlie.

## Doppiaggio

### Film
- Oliver Platt in I tre moschettieri, Padrona del suo destino, Pronti alla rissa, Liberty Stands Still, Hope Springs, Schegge di April, Casanova, Frost/Nixon - Il duello, Scusa, mi piace tuo padre, La regola del gioco
- Benedict Wong in Doctor Strange, Avengers: Infinity War, Avengers: Endgame, Shang-Chi e la leggenda dei Dieci Anelli, Spider-Man: No Way Home, Doctor Strange nel Multiverso della Follia
- Christopher S. Capp in Pirati dei Caraibi - La maledizione del forziere fantasma, Pirati dei Caraibi - Ai confini del mondo
- Dennis Quaid in Big Easy - Brivido seducente, Great Balls of Fire! - Vampate di fuoco
- Hugo Weaving in Captain America - Il primo Vendicatore
- Ross Marquand in Avengers: Endgame
- William H. Macy ne L'agguato - Ghosts from the Past
- James Rebhorn in The Game - Nessuna regola
- Bruce Greenwood in Passenger 57 - Terrore ad alta quota
- Eric Roberts in Six - La corporazione
- Paul Anka in Finché dura siamo a galla
- Al Sapienza in Godzilla
- Greg Ellis in Pirati dei Caraibi - Oltre i confini del mare
- Jeffrey Wright in Molto forte, incredibilmente vicino
- Jeremy Swift ne Il ritorno di Mary Poppins
- Robert Downey Jr. in Bowfinger
- Henry Mah in Scary Movie 4
- David Costabile in Lincoln
- Tony Shalhoub in Spy Kids
- Tim McInnerny ne La carica dei 102 - Un nuovo colpo di coda
- Tom Conti ne Il cavaliere oscuro - Il ritorno
- Özgür Karadeniz in L'aggiusta-cuori

### Film d'animazione
- Alieni in Toy Story 3 - La grande fuga, Toy Story 4
- Sindaco Gene in Ralph Spaccatutto, Ralph spacca Internet
- Silas Caprachiappa in Cattivissimo me 2, Cattivissimo me 3, Minions 2 - Come Gru diventa cattivissimo, Cattivissimo me 4
- Narratore in Paperino nel mondo della matemagica (edizione 1992)
- Hector in Bee Movie
- Bully in Lissy - Principessa alla riscossa
- Lupo Beta in Cicogne in missione
- LGM in Buzz Lightyear da Comando Stellare - Si parte!
- Il tasso ne Il ritorno di Mary Poppins
- Bull in Lilli e il vagabondo
- Generale dei Koopa in Super Mario Bros. - Il film[5]

### Cartoni animati
- Ivan (2ª voce), Comand. Sirius (2ª voce), Galem (2ª voce), Dott. Kentarus da ragazzo in Vultus 5
- Robert De Vaudreil ne Il Tulipano Nero - La Stella della Senna
- Fenice ne I fantastici viaggi di Fiorellino
- LGM in Buzz Lightyear da Comando Stellare
- Orka in Star Wars Resistance
- Padre di Nick in Un vagone di desideri e un'ondata di guai per Nick
- Menestrello in Il brutto anatroccolo
- Peter Colby in Holly e Benji - Due fuoriclasse
- Padre di Morris in Lulù l'angelo tra i fiori
- Volpe Rognosa in Pinocchio
- Padre di Yumiko in Babil Junior
- Jo in Gloyzer X
- Orfeo in Ulysse 31
- Katarnov in Gotriniton
- Hideyuki Koroda in Excel Saga
- Johann Schmidt / Teschio Rosso in What If...?

### Serie televisive
- W.T. Martin, Phil MacGregor, Brian Robert Taylor e John Danelle (6ª voce) in Quando si ama
- Benedict Wong in She-Hulk: Attorney at Law
- Dirk Benedict in A-Team
- Michael Moriarty in Law & Order - I due volti della giustizia
- Oliver Platt in The Big C
- Ben Jones in Hazzard

### Film TV
- Robert Lindsay in Sogno di una notte di mezza estate[6]
- David Pugh in Enrico VI, parte II[7]

### Videogiochi
- Nozdormu in Hearthstone (2014)[8]
- Alfred Glitchbot Overwatch 2 (2022)[9]

## Filmografia
- Chi ha fatto ha fatto, regia di Edmo Fenoglio – film TV (1980)
- Vita di Antonio Gramsci, regia di Raffaele Maiello – miniserie TV (1981)
- Il grande cocomero, regia di Francesca Archibugi (1993)
- La scalata, regia di Vittorio Sindoni – miniserie TV (1993)
- Voci notturne, regia di Fabrizio Laurenti – miniserie TV (1995)
- Il maresciallo Rocca – serie TV, episodio 1x08 (1996)
- Ilona arriva con la pioggia, regia di Sergio Cabrera (1996)
- Rex – serie TV, episodio 8x06 (2015)